# پوبلیسیس
پوبلیسیس (به فرانسوی: Publicis) شرکت فرانسوی و چندملیتی تبلیغات و روابط عمومی است، که در سال ۱۹۲۶ توسط مارسل بلوستین-بلانشت تأسیس شد. دفتر مرکزی این شرکت، در شهر پاریس قرار دارد.
گروه پوبلیسیس سومین شرکت بزرگ صنعت تبلیغات در جهان است. مدیر عامل فعلی این شرکت، موریس لوی می‌باشد. پوبلیسیس در تمامی زمینه‌های تبلیغات دیجیتال و سنتی، تبلیغات رسانه‌ای و خدمات بازاریابی، فعالیت می‌نماید.
بخشی از سهام شرکت پوبلیسیس در بازار بورس اوراق بهادار یورونکست پاریس، معامله می‌شود و به عنوان جزئی از شاخص کاک ۴۰ فرانسه محسوب می‌شود.